# Piotr Basta
Piotr Basta (Krosno Odrzańskie, 16 de septiembre de 1970) es un deportista polaco que compitió en remo.
Ganó tres medallas en el Campeonato Mundial de Remo entre los años 1991 y 2004.
Participó en tres Juegos Olímpicos de Verano, entre los años 1992 y 2000, ocupando el séptimo lugar en Barcelona 1992, en la prueba de dos con timonel.

## Palmarés internacional
| Campeonato Mundial | Campeonato Mundial  | Campeonato Mundial | Campeonato Mundial |
| Año                | Lugar               | Medalla            | Prueba             |
| ------------------ | ------------------- | ------------------ | ------------------ |
| 1991               | Viena (Austria)     | Medalla de plata   | Dos con timonel    |
| 1995               | Tampere (Finlandia) | Medalla de bronce  | Cuatro sin timonel |
| 2004               | Bañolas (España)    | Medalla de plata   | Dos con timonel    |